# 滝野文恵
滝野文恵（たきの ふみえ 1932年1月15日 - ）は、広島県生まれ・大阪府出身の日本のチアリーダーである。

## 人物
福山市で出生後大阪で育った4人きょうだいの姉。戦時中長野県に疎開し、戦後は関西学院大学に入学。卒業後、アメリカ合衆国にわたり、ミシガン大学に1年間私費で留学を経験。その後、住友金属工業（現在の日本製鉄）に入社し、25歳の時に結婚。50歳の時、最愛の父を亡くしたことがきっかけで、53歳の時に、ノーステキサス大学の老年学修士課程に入学。57歳で修士号を得て帰国する。
この2度目の留学の際、アメリカで高齢者を対象としたチアリーディングチームで平均74歳の「サンシティ・ポンズ」というのがあることを知る。そして63歳になった1996年、日本初となる高齢者限定のチアリーディングチーム「ジャパンポンポン」を結成し、有志5人でスタートさせる。その活動ぶりは1999年、雑誌・週刊新潮の取材を受け掲載され、それ以後国内外を問わず様々なマスメディアに紹介されて大ブレークを果たした。それをきっかけに「55歳以上の女性で、自称容姿端麗であること」を応募の条件とした新入部員の募集が行われ、厳正な審査によってメンバーを受け入れるようになった。
滝野は、『ラジオ深夜便（NHKラジオ第1放送・NHK-FM放送）』のインタビューで「アメリカのシニアチアチームは確か入会年齢が59歳以上なんですが、当時の日本では59歳では入る人が少ないだろうと思ったので、55歳に引き下げました」と述べている。創設当初は、青山学院大学の学生を訪ねたが、チアリーディングチームは厚木市のキャンパスにだけ存在し、渋谷区青山にある本部キャンパスはバトントワリング部のみがあった。滝野は「バトンもチアも同じようなもの」とバトン部のキャプテンにコーチを依頼し、その学生たちの指導を受け入れる形で結成したとされる。チアリーディングの他、趣味を広げるためにウクレレやスカイダイビング、語学などの生涯学習にも取り組んでいる。

## 著書
- 「女53歳からのアメリカ留学―大学院・老人ホーム体験記」 ISBN 4623022560（ミネルヴァ書房）
- 「85歳のチアリーダー」ISBN 4594077552（扶桑社）